# Algoritmo di Rabin-Karp
L'algoritmo di Rabin–Karp è un algoritmo di pattern matching su stringhe proposto da Michael O. Rabin e Richard M. Karp nel 1987. Utilizza una funzione di hash per individuare possibili occorrenze del pattern, e per la ricerca di un pattern di lunghezza {\displaystyle m} in un testo di lunghezza {\displaystyle n} ha una complessità computazionale al caso medio di {\displaystyle O(n+m)} in tempo e di {\displaystyle O(m)} in spazio, e di {\displaystyle O(nm)} in tempo al caso pessimo. 
L'algoritmo può essere generalizzato per la ricerca simultanea di pattern multipli nello stesso testo. Nella ricerca di un singolo pattern è efficiente in pratica, ma ha una complessità al caso pessimo superiore ad altri algoritmi come quelli di Knut-Morris-Pratt, Aho-Corasick e Boyer-Moore.

## Algoritmo
Data una funzione hash {\displaystyle h} opportunamente definita su stringhe, un testo {\displaystyle s=s_{1},s_{2},\dots ,s_{n}} di {\displaystyle n} caratteri e un pattern {\displaystyle p=p_{1},p_{2},\dots ,p_{m}} di {\displaystyle m} caratteri, per ogni shift {\displaystyle i} = 1, ..., {\displaystyle n-m} l'algoritmo calcola l'hash della sottostringa {\displaystyle s^{i}=s_{i},s_{i+1},\dots ,s_{i+m-1}} e lo confronta con l'hash precalcolato di {\displaystyle p}. Se gli hash differiscono il pattern sicuramente non occorre in posizione {\displaystyle i}, mentre nel caso siano uguali viene eseguito un confronto fra {\displaystyle p} e {\displaystyle s^{i}} per escludere che si tratti di una collisione spuria.
```
def
 
RabinKarp
(
s
,
 
p
):

  
n
,
 
m
 
=
 
len
(
s
),
 
len
(
p
)

  
hp
 
=
 
hash
(
p
)

  
for
 
i
 
in
 
range
(
0
,
 
n
-
m
):

    
hs
 
=
 
hash
(
s
[
i
:
i
+
m
])

    
if
 
hs
 
==
 
hp
:

      
if
 
s
[
i
:
i
+
m
]
 
==
 
p
[
0
:
m
]:

        
return
 
i

  
return
 
-
1
 
# not found

```

Impiegando una generica funzione hash alla riga 5, il cui costo è al meglio {\displaystyle O(m)}, l'algoritmo non è più efficiente di una ricerca naïve. Se invece si usa una funzione rolling hash, l'istruzione alla riga 5 può essere eseguita in tempo costante {\displaystyle O(1)}. Il precalcolo dell'hash del pattern (riga 3) e il confronto in caso di hit (riga 7) hanno un costo {\displaystyle O(m)} in tempo. Al caso pessimo, quando ogni singolo shift causa una collisione richiedente una verifica e l'algoritmo degenera in una ricerca naïve, la complessità in tempo è {\displaystyle O(mn)}. Denotando come {\displaystyle q} la cardinalità del codominio della funzione hash e assumendo che gli hash siano uniformemente distribuiti, il valore atteso di collisioni spurie sarà {\displaystyle O(n/q)}. Assumendo un numero costante {\displaystyle c} di occorrenze valide del pattern nel testo, la complessità in tempo attesa al caso medio dell'algoritmo è {\displaystyle O(n)+O(m(c+n/q))}, che per {\displaystyle q\geq m} è pari a {\displaystyle O(n+m)}.

## Scelta della funzione hash
La scelta della funzione hash è determinante per l'efficienza dell'algoritmo, in particolare l'uso di una funzione rolling hash è fondamentale per calcolare l'hash ad ogni shift in tempo costante. Una stringa {\displaystyle s=s_{0},s_{1},\dots ,s_{k}} può essere interpretata come numero, associando un valore {\displaystyle x_{i}} a ogni carattere {\displaystyle s_{i}} (e.g. il rispettivo codice ASCII) come cifra e fissando una certa base {\displaystyle q} (tipicamente un numero primo sufficientemente grande), il valore numerico associato a {\displaystyle s} sarà pari a {\displaystyle \textstyle x=\sum _{i=0}^{k}x_{i}\cdot q^{i}}; nel caso {\displaystyle q} sia maggiore o uguale alla dimensione dell'alfabeto, tale procedimento è formalmente equivalente ad interpretare la stringa come notazione posizionale di un numero in base {\displaystyle q}.
Una funzione hash molto semplice può essere definita reinterpretando la stringa come numero nella maniera appena descritta, e quindi usando come hash il valore {\displaystyle x\mod q}. Nelle implementazioni dell'algoritmo, una scelta usuale per la funzione hash è l'impronta di Rabin.

## Ricerca di pattern multipli
Per la ricerca simultanea di {\displaystyle k} pattern di lunghezza {\displaystyle m}, l'algoritmo può essere generalizzato conservando in una hash table gli hash di tutti i pattern, che permette di verificare ad ogni iterazione, in tempo costante, se l'hash della sottostringa {\displaystyle s} corrisponde a quello di qualche pattern.
```
def
 
RabinKarpMulti
(
s
,
 
subs
):

  
n
,
 
m
 
=
 
len
(
s
),
  
min
([
len
(
p
)
 
for
 
p
 
in
 
subs
])

  
hsubs
 
=
 
set
()

  
for
 
sub
 
in
 
subs
:

    
hsubs
.
add
(
hash
(
sub
[
0
:
m
]))

  
for
 
i
 
in
 
range
(
0
,
 
n
-
m
):

    
hs
 
=
 
hash
(
s
[
i
:
i
+
m
])

    
if
 
hs
 
in
 
hsubs
 
and
 
s
[
i
:
i
+
m
]
 
in
 
subs
:

      
return
 
i

  
return
 
-
1
 
# not found

```

La complessità in tempo dell'algoritmo al caso medio diventa {\displaystyle O(n+km)}. Nel caso i pattern abbiano lunghezza diversa, è possibile porre {\displaystyle m} pari alla lunghezza del pattern più breve e calcolare l'hash su {\displaystyle m} caratteri per tutti i pattern, controllando i restanti caratteri solo alla verifica degli hit.